# Slautitz
Slautitz war eine wüste Feldmark im Fläming und ging in Neuheim auf, im 21. Jahrhundert ein Ortsteil der Stadt Jüterbog im Landkreis Teltow-Fläming in Brandenburg.

## Geografische Lage
Das Dorf befand sich südwestlich von Neuheim und erschien im Schmettauschen Kartenwerk von 1778/1786 als alte Dorf Stelle, die „am Teich verzeichnet“ war. Im Urmesstischblatt des Klosters Zinna aus dem Jahr 1841 erschien es als Wüste Mark Schalach am Karpfenteich südwestlich des Dorfes gelegen.

## Geschichte
Die erste urkundliche Erwähnung existiert aus dem Jahr 1384, als von dat dorp tu slauticz berichtet wurde. Zehn Jahre später erschien es als villa Slawticz mit einer Größe von 44 Hufen, die noch bewohnt waren, später jedoch wüst gelegt wurden. Es gehörte zu dieser Zeit bis 1384 der Familie von Heinrichsdorf und kam im genannten Jahr bis 1393/1394 zu den Zisterziensern des Klosters. Nach der Reformation übernahm das Amt Zinna die Gemarkung „mit allem Recht und Patronat“. Bereits im Jahr 1480 wurde von einer wüsten Feldmark Schlawitz berichtet. Diese war 44 Hufen groß und wurde aus dem Dorf Zinna (dem späteren Neuheim) aus bewirtschaftet. Der dortige Dorfschulze bewirtschaftete zwei Hufen, sechs Zweidorfhufner je vier wüste Hufen, ein Zweidorfhufner drei wüste Hufen, fünf Zweidorfhufner je zwei wüste Hufen und ein Eindorfhufner (der Krüger) drei wüste Hufen. Zwei weitere Hufen wurden nicht bewirtschaftet. Im Jahr 1568 belegte der Schulze drei Hufen, die sechs Zweidorfhufner nach wie vor je vier wüste Hufen und zwei Zweidorfhufner drei wüste Hufen. Der Krüger nutzte drei wüste Hufen, so dass nun die gesamte Fläche bewirtschaftet wurde. Diese 44 Hufen wurden auch im Dreißigjährigen Krieg vom Dorf Zinna genutzt (1642). Die Fläche erschien 1669 als auff der Schlabitzschen Marcke.
Im Jahr 1733 wurde die Fläche von der Wüsten=Feld=Marck Schlatenitz vermessen, um sie für eine mögliche Bebauung vorzubereiten. Die Messung ergab 3784 Morgen (Mg) 140 Quadratruten (QR) Fläche: 44 Hufen Land, 23 Mg 41 QR die Dorfstelle, 11 Mg 64 QR Kirchenland „in den Fuchsbergen an der Jüterboger Grenze“. Diese Flächen wollten im Jahr 1783 neun Familien aus der Gegend um Jüterbog bebauen; ihr Gesuch wurde jedoch vom Amt Zinna abgewiesen. Im Jahr 1801 waren die Hufen in der Feldmark des Dorfes Zinna enthalten und gingen 1870 zum größten Teil im Wohnplatz Altes Lager auf.